# Qūshchī
Qūshchī (persiska: قوشچی) är en ort i Iran.   Den ligger i provinsen Västazarbaijan, i den nordvästra delen av landet, 600 km väster om huvudstaden Teheran. Qūshchī ligger 1 361 meter över havet och antalet invånare är 2 832.
Terrängen runt Qūshchī är kuperad åt nordväst, men åt sydost är den platt.Runt Qūshchī är det ganska tätbefolkat, med 185 invånare per kvadratkilometer. Qūshchī är det största samhället i trakten. Trakten runt Qūshchī består i huvudsak av gräsmarker.